# Epithema zeylanicum
Epithema zeylanicum är en tvåhjärtbladig växtart som beskrevs av George Gardner. Epithema zeylanicum ingår i släktet Epithema och familjen Gesneriaceae. Inga underarter finns listade i Catalogue of Life.